# Johann Emanuel Veith

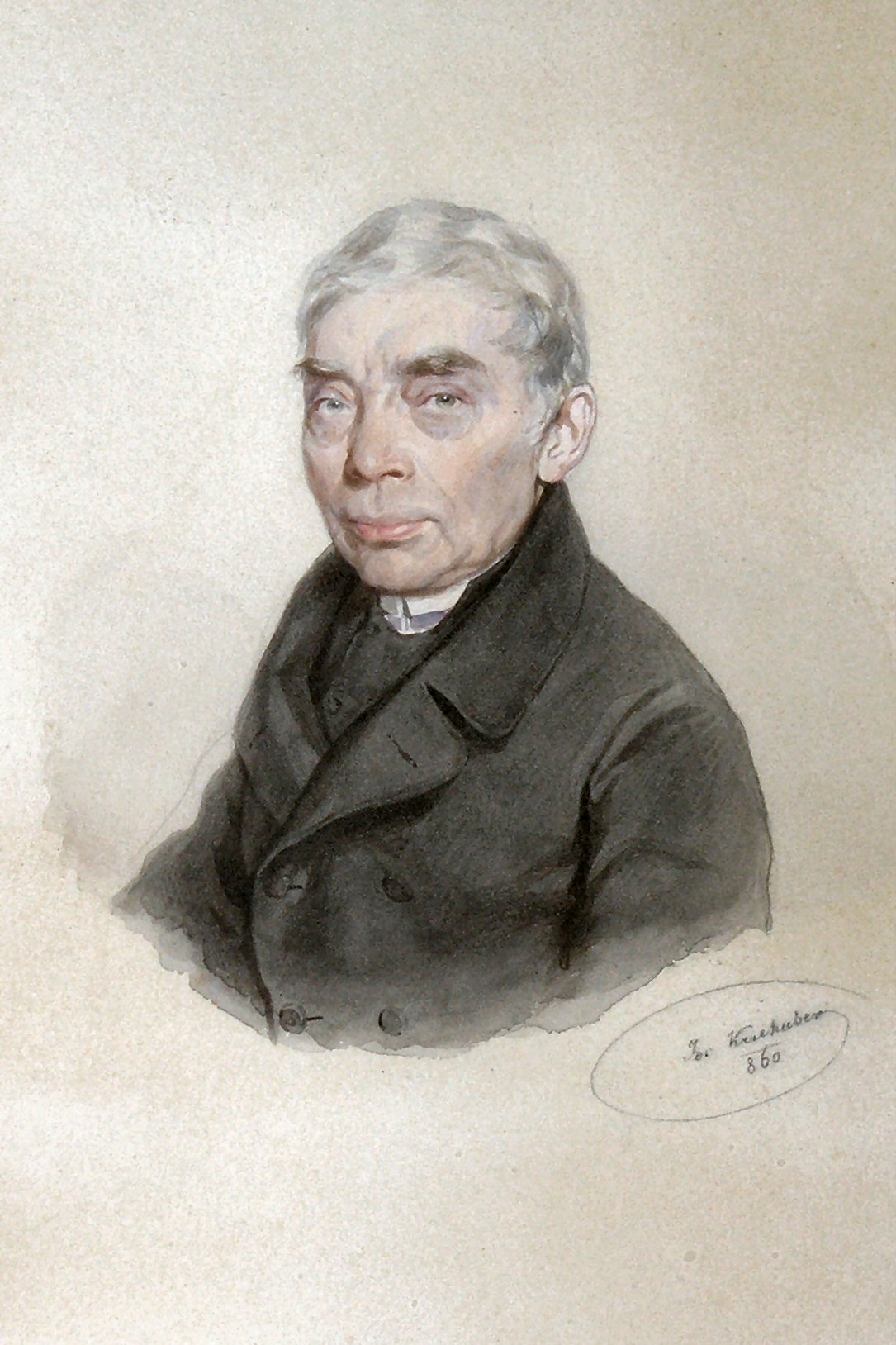
Johann Emanuel Veith, Aquarell von Josef Kriehuber, 1860

Johann Emanuel Veith (* 10. Juli 1787 in Kuttenplan, Egerland; † 6. November 1876 in Wien) war ein österreichischer Arzt, Geistlicher und Autor von zahlreichen religiösen und medizinischen, aber auch poetischen Werken.

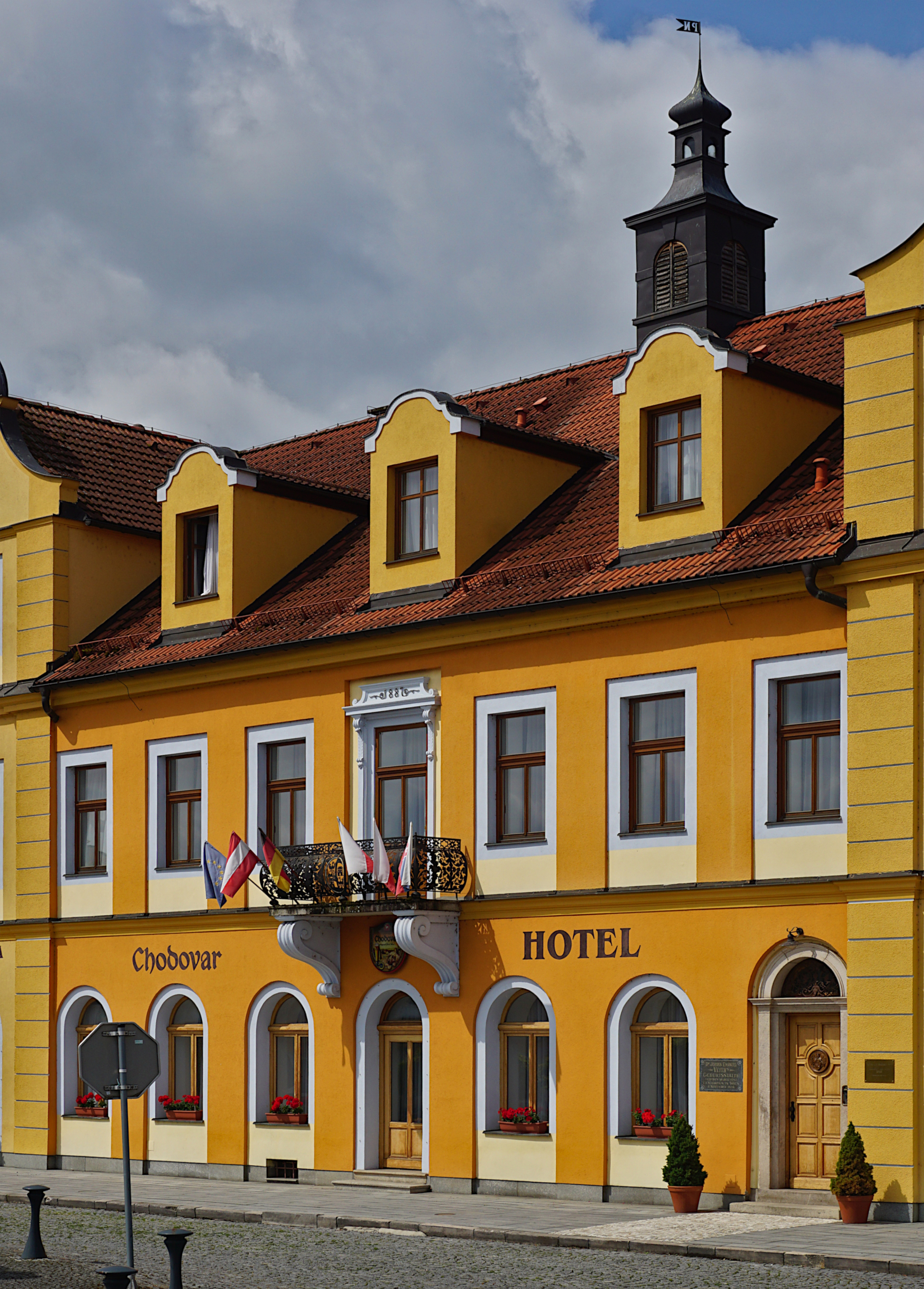
Johann Emanuel Veith's Geburtshaus in Kuttenplan

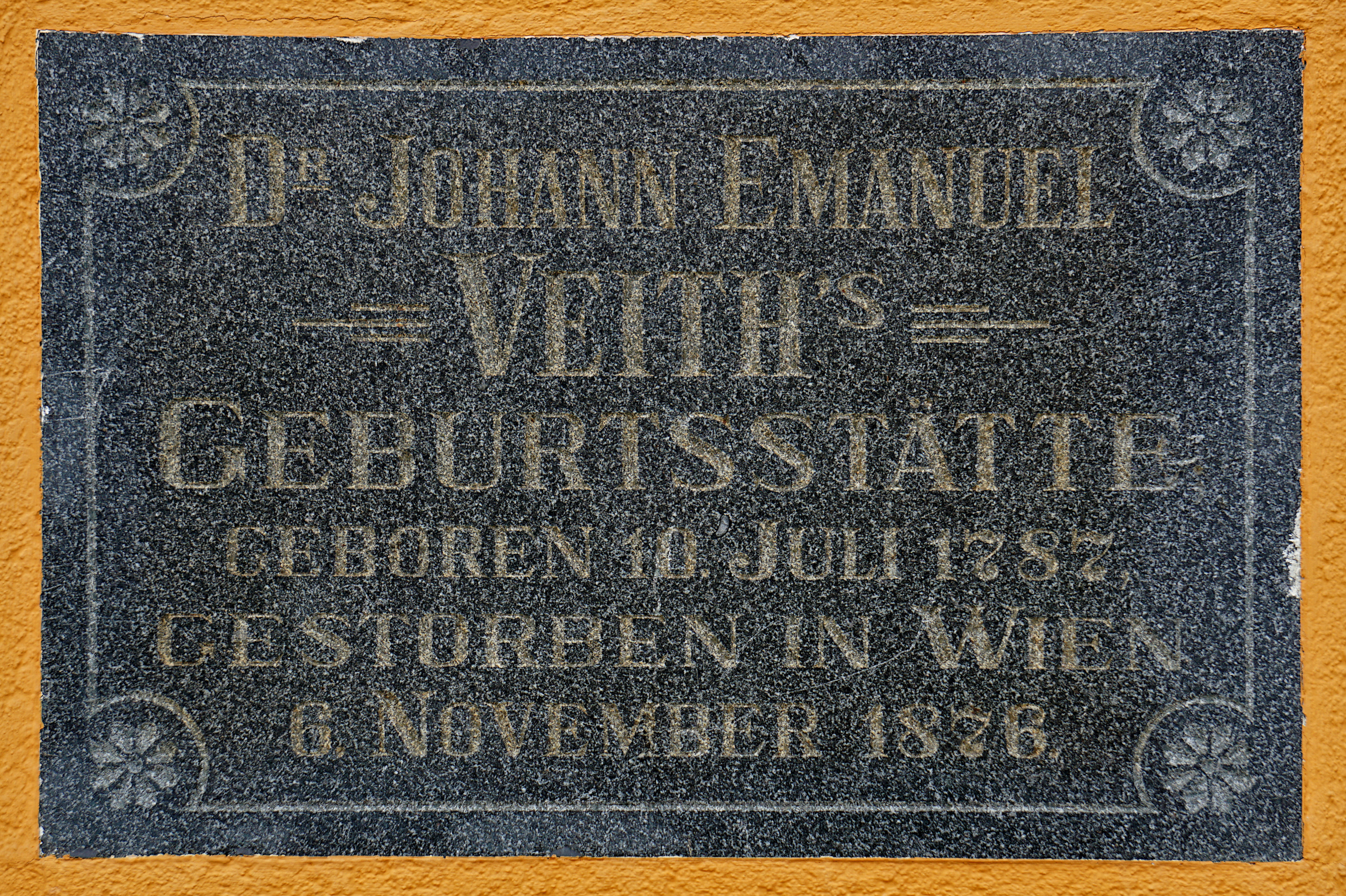
Tafel zum Gedenken an Johann Emanuel Veit

## Leben
Veith wurde als Sohn von Barbara (geb. Levi) und des Rabbiners und Tabakhändlers Benedikt (Baruch) Veith (1730/31–1818) geboren.
Nach dem Gymnasium und Studium der Medizin und Tiermedizin in Prag nahm er eine Lehrtätigkeit am k. u. k. Thierarzney-Institut in Wien auf, dem er – inzwischen Professor – fünf Jahre als Direktor vorstand.
In Wien lernte er führende Persönlichkeiten der Wiener katholischen Erneuerung kennen, darunter auch Klemens Maria Hofbauer, als dessen Arzt er tätig war. 1816 getauft, studierte er ab 1817 Katholische Theologie und trat in den Redemptoristenorden ein, den er Jahre später (1830) wieder verließ. Auch als Priester blieb er als Arzt tätig. So war er ein eifriger Verfechter der Homöopathie während einer Choleraepidemie. Anerkennung fand er vor allem als Prediger, von 1831 bis 1845 war er Domprediger an St. Stephan in Wien. Er erhielt auch die Große goldene Salvatormedaille und das Komturkreuz Franz-Joseph-Orden und wurde im Jahr 1846 Ehrendomherr von Salzburg.
Veith war Mitbegründer des österreichischen „Katholikenvereins“ im Jahr 1848 und Mitglied der christlichsozialen Bewegung in Wien Anfang des 19. Jahrhunderts.
Neben seiner umfangreichen Tätigkeit als Autor war er Herausgeber zahlreicher religiöser Zeitschriften und Taschenbücher (z. B. „Lydia“, Philosophisches Jahrbuch, 5 Bände von 1849–1854, zusammen mit seinem langjährigen Freund Anton Günther).
Im Jahr 1877 wurde in Wien-Landstraße (3. Bezirk) die Veithgasse nach ihm benannt.

## Werke
- Systematische Beschreibung der vorzüglichsten in Oesterreich wildwachsenden, oder in Gärten gewöhnlichen Arzneygewächse, mit besonderer Rücksicht auf die neue oesterreichische Provincial-Pharmacopoe für studirende Mediziner, Wundärzte und Pharmaceuten an der Wiener Universität. Geistinger, Wien 1813 (Digitalisat der Universitäts- und Landesbibliothek Düsseldorf).
- Homiletische Vorträge für Sonn- und Festtage. 7 Bände. Wien 1831–1855 (Digitalisate der Bayerischen Staatsbibliothek).

Libretto
- Das Brandenburger Tor, Singspiel. Musik (1814): Giacomo Meyerbeer. Uraufführung im Konzerthaus Berlin am 5. September 1991.

## Familie
- Bruder Johann Elias Veith (1789–1885), Veterinärmediziner[1][3]

## Ehrungen
- Große silberne Salvatormedaille[4]
- 1846 Ehrendomherrn von Salzburg
- 1848 Ehrendoktorat der Universität Prag
- 1851 Ehrendoktorat der Katholisch-Theologischen Fakultät der Universität Wien
- 1871 Komturkreuz des Franz Joseph-Ordens[1]